# Wirbenz

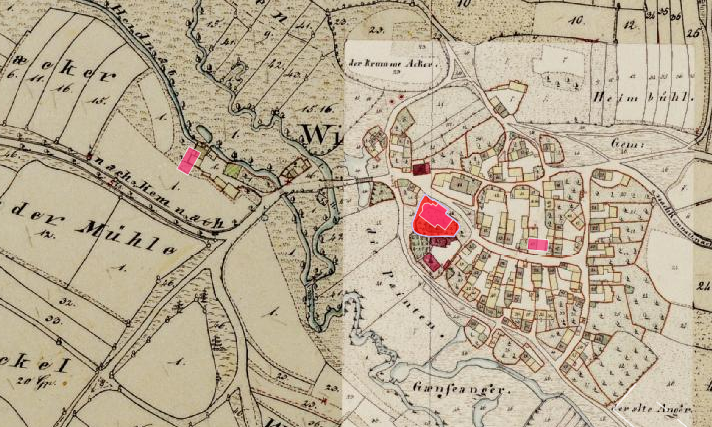
Lageplan von Wirbenz in der Bayerischen Uraufnahme

Wirbenz ist ein Gemeindeteil der Gemeinde Speichersdorf im Landkreis Bayreuth (Oberfranken, Bayern). Die Gemarkung Wirbenz hat eine Fläche von 5,852 km². Sie ist in 921 Flurstücke aufgeteilt, die eine durchschnittliche Fläche von 6354,30 m² haben. In ihr liegt neben dem namensgebenden Ort der Gemeindeteil Teufelhammer.

## Geographie
Das Pfarrdorf liegt östlich des Kernortes Speichersdorf an der Bundesstraße 22, am Haidenaab-Radweg und an der Haidenaab, einem westlichen Quellfluss der Naab in der Gemarkung Wirbenz. Nördlich erstreckt sich das 75,44 ha große Naturschutzgebiet Haidenaabtal und Gabellohe.

## Geschichte
In einer vom 8. bis 10. Jahrhundert genutzten Nekropole bei Wirbenz wurde bei Ausgrabungen in der Flednitz von 1995 bis 1997 eine Bartaxt ans Tageslicht gefördert. Wirbenz wird in der Oberpfälzer Hammereinigung von 1387 als Standort eines Eisenhammers genannt („Herman Grunhofer mit dem hamer zu Wirbenitz“), der vom Wasser der Haidenaab betrieben wurde. Dieser hatte im 14. und 15. Jahrhundert Bestand. Heute steht an dieser Stelle eine denkmalgeschützte Mühle, die unter der Aktennummer D-4-72-190-31 als Baudenkmal von Wirbenz verzeichnet ist.
Wirbenz war innerhalb des Verwaltungsgebiets des Fürstentums Bayreuth Teil des Oberamts Neustadt am Kulm. Dieses wurde um 1680 eingerichtet und bestand bis 1772. Die ehemalige Gemeinde Wirbenz wurde 1972 im Zuge der Gebietsreform in Bayern vollständig nach Speichersdorf eingemeindet.

## Baudenkmäler
In Wirbenz gibt es vier Baudenkmale:
- Die Pfarrkirche St. Johannis (Wirbenz 45), bezeichnet 1903, ist ein neugotischer Bau mit Fassadenturm, Satteldach und eingezogenem Chor.[13]
- Die ehemalige Mühle (Wirbenz 1), bezeichnet „1843“, ist ein zweigeschossiger Walmdachbau aus Sandsteinquadern. Sie trägt Ecklisene und ein Gurtgesims.[13]
- Die vom Ende des 19. Jahrhunderts stammende Friedhofsmauer besteht aus Sandsteinquadern mit gotisierenden Pfeilern.[13]
- Das Wohnhaus (Wirbenz 15 und 16), bezeichnet „1850“, ist ein zweigeschossiger, massiver Halbwalmdachbau mit Sohlbankgesims. Über der Tür befindet sich eine Sonnenuhr.[13]